# Чемпионат мира по футболу 1982
Чемпионат мира по футболу 1982 (англ. 1982 FIFA World Cup, исп. Copa Mundial de Fútbol — España '82) — 12-й розыгрыш чемпионата мира по футболу, финальная часть которого прошла с 13 июня по 11 июля 1982 года в Испании. В турнире приняли участие 24 команды. Чемпионом в третий раз в своей истории стала сборная Италии, обыгравшая в финале сборную ФРГ. Лучшим бомбардиром и лучшим игроком стал нападающий итальянцев Паоло Росси.
Впервые в истории чемпионатов мира для определения победителя на стадии плей-офф в случае ничейного исхода дополнительного времени проводились послематчевые пенальти. В знаменитом полуфинальном матче сборная ФРГ обыграла команду Франции по пенальти. Ещё одним памятным матчем чемпионата стала сенсационная победа итальянцев над бразильцами (которые выиграли до этого четыре матча из четырёх) в рамках второго группового этапа, которая была добыта благодаря хет-трику Паоло Росси. В матче группового этапа Венгрия — Сальвадор зафиксирована рекордная победа в рамках чемпионатов мира (счёт 10:1). В этом матче нападающий сборной Венгрии Ласло Кишш за 7 минут оформил самый быстрый хет-трик чемпионатов мира. Нападающий сборной Северной Ирландии Норман Уайтсайд стал самым молодым участником в истории финальных стадий чемпионатов мира, выйдя на поле в возрасте 17 лет и 41 дня. После матча группы 2 между сборными ФРГ и Австрии, известного под названием «Хихонский позор», ФИФА во избежание возможности договорных матчей приняла правило, по которому матчи заключительного тура на групповом этапе должны начинаться в одно время.

## Выбор места проведения
Испания была выбрана в качестве места проведения 6 июля 1966 года на конгрессе ФИФА в Лондоне. Там же определялись страны-организаторы турниров 1974 и 1978 годов. ФРГ и Испания, главные претенденты, договорились между собой, что Испания поддержит заявку немцев на чемпионат мира 1974 года, а ФРГ — заявку испанцев на чемпионат мира 1982 года.

## Отборочный турнир
Впервые в финальном турнире чемпионата мира приняли участие 24 сборные. Это позволило увеличить число участников из Азии и Африки. Впервые в турнире приняли участие Алжир, Камерун, Кувейт, Гондурас и Новая Зеландия.
Северная Ирландия прошла отбор впервые с 1958 года, Англия, СССР, Бельгия, Чехословакия и Сальвадор — с 1970 года.

## Участники финального турнира
| АФК (1) - Кувейт КАФ (2) - Алжир - Камерун ОФК (1) - Новая Зеландия | КОНКАКАФ (2) - Гондурас - Сальвадор КОНМЕБОЛ (4) - Аргентина (чемпион) - Бразилия - Чили - Перу | УЕФА (14) - Австрия - Бельгия - Чехословакия - Англия - Франция - Венгрия - Италия - Северная Ирландия - Польша - Шотландия - СССР - Испания (хозяева) - ФРГ - Югославия |

## Города и стадионы
Матчи прошли на 17 стадионах в 14 городах Испании. Больше всего матчей прошло в Барселоне: 5 матчей принял «Камп Ноу» и ещё три игры прошли на ныне снесённом стадионе «Саррия». В Мадриде прошли 7 игр турнира, включая финал. Из-за очень жаркой погоды матчи на севере Испании начинались в 17:15, а на юге Испании в 21:00 по местному времени.
После первого этапа выяснилось, что в Барселоне в группе А на «Камп Ноу» будут играть сборные СССР, Польши и Бельгии, а в группе С на «Саррии» — более именитые сборные Бразилии, Аргентины и Италии. Возникла идея поменять стадионы групп А и С. Президент ФИФА Жоао Авеланж просил Оргкомитет чемпионата мира перенести матч Бразилия — Аргентина на «Камп Ноу». Из-за возражения представителей сборной Бельгии, оргкомитет чемпионата мира оставил расписание игр без изменения.
| Мадрид              | Мадрид | Барселона | Барселона                                                 | Виго                                                      |
| ------------------- | --- | --- | --------------------------------------------------------- | --------------------------------------------------------- |
| Сантьяго Бернабеу   | Висенте Кальдерон                                                                                                | Камп Ноу | Саррия                                                    | Балаидос                                                  |
| Вместимость: 90 800 | Вместимость: 65 695                                                                                              | Вместимость: 97 679                                                                                              | Вместимость: 40 400                                       | Вместимость: 33 000                                       |
|                     | | |                                                           |                                                           |
| Ла-Корунья          | Ла-Корунья Аликанте Барселона Бильбао Эльче Хихон Мадрид Малага Овьедо Севилья Валенсия Вальядолид Виго Сарагоса | Ла-Корунья Аликанте Барселона Бильбао Эльче Хихон Мадрид Малага Овьедо Севилья Валенсия Вальядолид Виго Сарагоса | Стадионы в Барселоне Камп Ноу Саррия                      | Стадионы в Барселоне Камп Ноу Саррия                      |
| Риасор              | Ла-Корунья Аликанте Барселона Бильбао Эльче Хихон Мадрид Малага Овьедо Севилья Валенсия Вальядолид Виго Сарагоса | Ла-Корунья Аликанте Барселона Бильбао Эльче Хихон Мадрид Малага Овьедо Севилья Валенсия Вальядолид Виго Сарагоса | Стадионы в Барселоне Камп Ноу Саррия                      | Стадионы в Барселоне Камп Ноу Саррия                      |
| Вместимость: 34 190 | Ла-Корунья Аликанте Барселона Бильбао Эльче Хихон Мадрид Малага Овьедо Севилья Валенсия Вальядолид Виго Сарагоса | Ла-Корунья Аликанте Барселона Бильбао Эльче Хихон Мадрид Малага Овьедо Севилья Валенсия Вальядолид Виго Сарагоса | Стадионы в Барселоне Камп Ноу Саррия                      | Стадионы в Барселоне Камп Ноу Саррия                      |
|                     | Ла-Корунья Аликанте Барселона Бильбао Эльче Хихон Мадрид Малага Овьедо Севилья Валенсия Вальядолид Виго Сарагоса | Ла-Корунья Аликанте Барселона Бильбао Эльче Хихон Мадрид Малага Овьедо Севилья Валенсия Вальядолид Виго Сарагоса | Стадионы в Барселоне Камп Ноу Саррия                      | Стадионы в Барселоне Камп Ноу Саррия                      |
| Хихон               | Стадионы в Мадриде Сантьяго Бернабеу Висенте Кальдерон                                                           | Стадионы в Мадриде Сантьяго Бернабеу Висенте Кальдерон                                                           | Стадионы в Севилье Рамон Санчес Писхуан Бенито Вильямарин | Стадионы в Севилье Рамон Санчес Писхуан Бенито Вильямарин |
| Эль-Молинон         | Стадионы в Мадриде Сантьяго Бернабеу Висенте Кальдерон                                                           | Стадионы в Мадриде Сантьяго Бернабеу Висенте Кальдерон                                                           | Стадионы в Севилье Рамон Санчес Писхуан Бенито Вильямарин | Стадионы в Севилье Рамон Санчес Писхуан Бенито Вильямарин |
| Вместимость: 45 153 | Стадионы в Мадриде Сантьяго Бернабеу Висенте Кальдерон                                                           | Стадионы в Мадриде Сантьяго Бернабеу Висенте Кальдерон                                                           | Стадионы в Севилье Рамон Санчес Писхуан Бенито Вильямарин | Стадионы в Севилье Рамон Санчес Писхуан Бенито Вильямарин |
|                     | Стадионы в Мадриде Сантьяго Бернабеу Висенте Кальдерон                                                           | Стадионы в Мадриде Сантьяго Бернабеу Висенте Кальдерон                                                           | Стадионы в Севилье Рамон Санчес Писхуан Бенито Вильямарин | Стадионы в Севилье Рамон Санчес Писхуан Бенито Вильямарин |
| Овьедо              | Эльче | Аликанте | Бильбао                                                   | Вальядолид                                                |
| Карлос Тартьере     | Мануэль Мартинес Валеро                                                                                          | Хосе Рико Перес                                                                                                  | Сан-Мамес                                                 | Нуэво Хосе Соррилья                                       |
| Вместимость: 28 421 | Вместимость: 53 290                                                                                              | Вместимость: 35 886                                                                                              | Вместимость: 46 223                                       | Вместимость: 29 990                                       |
|                     | | \| |                                                           |                                                           |
| Валенсия            | Сарагоса | Севилья | Севилья                                                   | Малага                                                    |
| Луис Касанова       | Ромареда | Рамон Санчес Писхуан                                                                                             | Бенито Вильямарин                                         | Ла-Росаледа                                               |
| Вместимость: 47 542 | Вместимость: 41 806                                                                                              | Вместимость: 68 110                                                                                              | Вместимость: 50 253                                       | Вместимость: 34 411                                       |
|                     | | |                                                           |                                                           |

## Судьи
| АФК - Ибрахим Аль-Дой - Томсон Чан - Авраам Клейн КАФ - Бенджамин Двомо - Юсеф Эль-Гуль - Белаид Лакарне ОФК - Тони Бошкович КОНКАКАФ - Ромуло Мендес - Дэвид Соча - Луис Паулино Силес - Марио Рубио Васкес | КОНМЕБОЛ - Хильберто Аристисабаль - Луис Барранкос - Хуан Даниэль Кардельино - Арналдо Сезар Коэльо - Гастон Кастро - Артуро Итурральде - Энрике Лабо Реворедо - Эктор Ортис УЕФА - Паоло Казарин - Войтех Христов - Чарльз Корвер - Богдан Дочев - Вальтер Эшвайлер - Эрик Фредрикссон - Бруно Галлер | - Антониу Гарриду - Алойзи Яргуз - Аугусто Ламо Кастильо - Хеннинг Лунд-Сёренсен - Дамир Матовинович - Малком Моффат - Карой Палотаи - Алексис Понне - Адольф Прокоп - Николае Райня - Мирослав Ступар - Мишель Вотро - Боб Валентайн - Клайв Уайт - Франц Вёрер |

## Официальный мяч
Как и на предыдущих чемпионатах мира, немецкая компания adidas разработала официальный мяч турнира, получивший название adidas Tango España. Представлял собой усовершенствованную версию ставшего на тот момент популярным adidas Tango. Мяч отличался лучшей водостойкостью по сравнению со своим предшественником, у которого были не очень прочные швы, из-за чего мяч приходилось менять несколько раз за игру. Также в последний раз на чемпионате мира использовался мяч, изготовленный из натуральной кожи.

## Первый групповой этап

### Группа 1
| Поз | Команда | И | В | Н | П | МЗ | МП | РМ | О | Квалификация                   |
| --- | ------- | - | - | - | - | -- | -- | -- | - | ------------------------------ |
| 1   | Польша  | 3 | 1 | 2 | 0 | 5  | 1  | +4 | 4 | Выход во второй групповой этап |
| 2   | Италия  | 3 | 0 | 3 | 0 | 2  | 2  | 0  | 3 | Выход во второй групповой этап |
| 3   | Камерун | 3 | 0 | 3 | 0 | 1  | 1  | 0  | 3 |                                |
| 4   | Перу    | 3 | 0 | 2 | 1 | 2  | 6  | −4 | 2 |                                |

| Италия | 0:0     | Польша |
| ------ | ------- | ------ |
|        | (отчёт) |        |

| Перу | 0:0     | Камерун |
| ---- | ------- | ------- |
|      | (отчёт) |         |

| Италия    | 1:1     | Перу     |
| --------- | ------- | -------- |
| Конти 18′ | (отчёт) | Диас 83′ |

| Польша | 0:0     | Камерун |
| ------ | ------- | ------- |
|        | (отчёт) |         |

| Польша                                                           | 5:1     | Перу        |
| ---------------------------------------------------------------- | ------- | ----------- |
| - Смолярек 55′ - Лято 58′ - Бонек 61′ - Бунцоль 68′ - Циолек 76′ | (отчёт) | ла Роса 83′ |

| Италия       | 1:1     | Камерун    |
| ------------ | ------- | ---------- |
| Грациани 60′ | (отчёт) | М’Бида 61′ |

### Группа 2
| Поз | Команда | И | В | Н | П | МЗ | МП | РМ | О | Квалификация                   |
| --- | ------- | - | - | - | - | -- | -- | -- | - | ------------------------------ |
| 1   | ФРГ     | 3 | 2 | 0 | 1 | 6  | 3  | +3 | 4 | Выход во второй групповой этап |
| 2   | Австрия | 3 | 2 | 0 | 1 | 3  | 1  | +2 | 4 | Выход во второй групповой этап |
| 3   | Алжир   | 3 | 2 | 0 | 1 | 5  | 5  | 0  | 4 |                                |
| 4   | Чили    | 3 | 0 | 0 | 3 | 3  | 8  | −5 | 0 |                                |

| ФРГ            | 1:2     | Алжир                      |
| -------------- | ------- | -------------------------- |
| Румменигге 67′ | (отчёт) | - Маджер 54′ - Беллуми 68′ |

| Чили | 0:1     | Австрия    |
| ---- | ------- | ---------- |
|      | (отчёт) | Шахнер 22′ |

| ФРГ                                    | 4:1     | Чили        |
| -------------------------------------- | ------- | ----------- |
| - Румменигге 9′ 57′ 66′ - Райндерс 83′ | (отчёт) | Москосо 90′ |

| Алжир | 0:2     | Австрия                    |
| ----- | ------- | -------------------------- |
|       | (отчёт) | - Шахнер 55′ - Кранкль 67′ |

| Алжир                         | 3:2     | Чили                              |
| ----------------------------- | ------- | --------------------------------- |
| - Ассад 7′ 31′ - Бенсаула 35′ | (отчёт) | - Нейра 59′ (пен.) - Летельер 73′ |

| ФРГ        | 1:0     | Австрия |
| ---------- | ------- | ------- |
| Хрубеш 10′ | (отчёт) |         |

### Группа 3
| Поз | Команда   | И | В | Н | П | МЗ | МП | РМ  | О | Квалификация                   |
| --- | --------- | - | - | - | - | -- | -- | --- | - | ------------------------------ |
| 1   | Бельгия   | 3 | 2 | 1 | 0 | 3  | 1  | +2  | 5 | Выход во второй групповой этап |
| 2   | Аргентина | 3 | 2 | 0 | 1 | 6  | 2  | +4  | 4 | Выход во второй групповой этап |
| 3   | Венгрия   | 3 | 1 | 1 | 1 | 12 | 6  | +6  | 3 |                                |
| 4   | Сальвадор | 3 | 0 | 0 | 3 | 1  | 13 | −12 | 0 |                                |

| Аргентина | 0:1     | Бельгия        |
| --------- | ------- | -------------- |
|           | (отчёт) | Ванденберг 62′ |

| Венгрия                                                                                     | 10:1    | Сальвадор          |
| ------------------------------------------------------------------------------------------- | ------- | ------------------ |
| - Ньилаши 4′ 83′ - Пёлёшкеи 11′ - Фазекаш 23′ 54′ - Тот 50′ - Кишш 69′ 72′ 76′ - Сентеш 70′ | (отчёт) | Рамирес Сапата 64′ |

| Аргентина                                      | 4:1     | Венгрия      |
| ---------------------------------------------- | ------- | ------------ |
| - Бертони 26′ - Марадона 28′ 57′ - Ардилес 60′ | (отчёт) | Пёлёшкеи 76′ |

| Бельгия | 1:0     | Сальвадор |
| ------- | ------- | --------- |
| Кук 19′ | (отчёт) |           |

| Бельгия         | 1:1     | Венгрия   |
| --------------- | ------- | --------- |
| Чернятински 76′ | (отчёт) | Варга 27′ |

| Аргентина                             | 2:0     | Сальвадор |
| ------------------------------------- | ------- | --------- |
| - Пассарелла 22′ (пен.) - Бертони 54′ | (отчёт) |           |

### Группа 4
| Поз | Команда      | И | В | Н | П | МЗ | МП | РМ | О | Квалификация                   |
| --- | ------------ | - | - | - | - | -- | -- | -- | - | ------------------------------ |
| 1   | Англия       | 3 | 3 | 0 | 0 | 6  | 1  | +5 | 6 | Выход во второй групповой этап |
| 2   | Франция      | 3 | 1 | 1 | 1 | 6  | 5  | +1 | 3 | Выход во второй групповой этап |
| 3   | Чехословакия | 3 | 0 | 2 | 1 | 2  | 4  | −2 | 2 |                                |
| 4   | Кувейт       | 3 | 0 | 1 | 2 | 2  | 6  | −4 | 1 |                                |

| Англия                        | 3:1     | Франция         |
| ----------------------------- | ------- | --------------- |
| - Робсон 1′ 67′ - Маринер 83′ | (отчёт) | Жерар Солер 24′ |

| Чехословакия       | 1:1     | Кувейт        |
| ------------------ | ------- | ------------- |
| Паненка 21′ (пен.) | (отчёт) | ад-Дахиль 57′ |

| Англия                            | 2:0     | Чехословакия |
| --------------------------------- | ------- | ------------ |
| - Фрэнсис 62′ - Бармош 66′ (авт.) | (отчёт) |              |

| Франция                                             | 4:1     | Кувейт         |
| --------------------------------------------------- | ------- | -------------- |
| - Женгини 31′ - Платини 43′ - Сикс 48′ - Боссис 89′ | (отчёт) | аль-Булуши 75′ |

| Франция  | 1:1     | Чехословакия       |
| -------- | ------- | ------------------ |
| Сикс 66′ | (отчёт) | Паненка 84′ (пен.) |

| Англия      | 1:0     | Кувейт |
| ----------- | ------- | ------ |
| Фрэнсис 27′ | (отчёт) |        |

### Группа 5
| Поз | Команда           | И | В | Н | П | МЗ | МП | РМ | О | Квалификация                   |
| --- | ----------------- | - | - | - | - | -- | -- | -- | - | ------------------------------ |
| 1   | Северная Ирландия | 3 | 1 | 2 | 0 | 2  | 1  | +1 | 4 | Выход во второй групповой этап |
| 2   | Испания (Х)       | 3 | 1 | 1 | 1 | 3  | 3  | 0  | 3 | Выход во второй групповой этап |
| 3   | Югославия         | 3 | 1 | 1 | 1 | 2  | 2  | 0  | 3 |                                |
| 4   | Гондурас          | 3 | 0 | 2 | 1 | 2  | 3  | −1 | 2 |                                |

| Испания                 | 1:1     | Гондурас  |
| ----------------------- | ------- | --------- |
| Лопес Уфарте 65′ (пен.) | (отчёт) | Селайя 7′ |

| Югославия | 0:0     | Северная Ирландия |
| --------- | ------- | ----------------- |
|           | (отчёт) |                   |

| Испания                          | 2:1     | Югославия  |
| -------------------------------- | ------- | ---------- |
| - Хуанито 14′ (пен.) - Саура 66′ | (отчёт) | Гудель 10′ |

| Гондурас  | 1:1     | Северная Ирландия |
| --------- | ------- | ----------------- |
| Лайнг 60′ | (отчёт) | Армстронг 9′      |

| Гондурас | 0:1     | Югославия           |
| -------- | ------- | ------------------- |
|          | (отчёт) | Петрович 88′ (пен.) |

| Северная Ирландия | 1:0     | Испания |
| ----------------- | ------- | ------- |
| Армстронг 47′     | (отчёт) |         |

### Группа 6
| Поз | Команда        | И | В | Н | П | МЗ | МП | РМ  | О | Квалификация                   |
| --- | -------------- | - | - | - | - | -- | -- | --- | - | ------------------------------ |
| 1   | Бразилия       | 3 | 3 | 0 | 0 | 10 | 2  | +8  | 6 | Выход во второй групповой этап |
| 2   | СССР           | 3 | 1 | 1 | 1 | 6  | 4  | +2  | 3 | Выход во второй групповой этап |
| 3   | Шотландия      | 3 | 1 | 1 | 1 | 8  | 8  | 0   | 3 |                                |
| 4   | Новая Зеландия | 3 | 0 | 0 | 3 | 2  | 12 | −10 | 0 |                                |

| Бразилия                  | 2:1     | СССР     |
| ------------------------- | ------- | -------- |
| - Сократес 75′ - Эдер 88′ | (отчёт) | Баль 34′ |

| Шотландия                                                    | 5:2     | Новая Зеландия            |
| ------------------------------------------------------------ | ------- | ------------------------- |
| - Далглиш 18′ - Уорк 29′ 32′ - Робертсон 73′ - Арчибальд 79′ | (отчёт) | - Самнер 54′ - Вуддин 64′ |

| Бразилия                                        | 4:1     | Шотландия |
| ----------------------------------------------- | ------- | --------- |
| - Зико 33′ - Оскар 48′ - Эдер 63′ - Фалькао 87′ | (отчёт) | Нейри 18′ |

| СССР                                      | 3:0     | Новая Зеландия |
| ----------------------------------------- | ------- | -------------- |
| - Гаврилов 24′ - Блохин 48′ - Балтача 68′ | (отчёт) |                |

| СССР                         | 2:2     | Шотландия                  |
| ---------------------------- | ------- | -------------------------- |
| - Чивадзе 59′ - Шенгелия 84′ | (отчёт) | - Джордан 15′ - Сунесс 86′ |

| Бразилия                                    | 4:0     | Новая Зеландия |
| ------------------------------------------- | ------- | -------------- |
| - Зико 28′ 31′ - Фалькао 64′ - Сержиньо 70′ | (отчёт) |                |

## Второй групповой этап

### Группа A
| Поз | Команда | И | В | Н | П | МЗ | МП | РМ | О | Квалификация     |
| --- | ------- | - | - | - | - | -- | -- | -- | - | ---------------- |
| 1   | Польша  | 2 | 1 | 1 | 0 | 3  | 0  | +3 | 3 | Выход в плей-офф |
| 2   | СССР    | 2 | 1 | 1 | 0 | 1  | 0  | +1 | 3 |                  |
| 3   | Бельгия | 2 | 0 | 0 | 2 | 0  | 4  | −4 | 0 |                  |

| Польша           | 3:0     | Бельгия |
| ---------------- | ------- | ------- |
| Бонек 4′ 26′ 53′ | (отчёт) |         |

| Бельгия | 0:1     | СССР         |
| ------- | ------- | ------------ |
|         | (отчёт) | Оганесян 48′ |

| СССР | 0:0     | Польша |
| ---- | ------- | ------ |
|      | (отчёт) |        |

### Группа B
| Поз | Команда     | И | В | Н | П | МЗ | МП | РМ | О | Квалификация     |
| --- | ----------- | - | - | - | - | -- | -- | -- | - | ---------------- |
| 1   | ФРГ         | 2 | 1 | 1 | 0 | 2  | 1  | +1 | 3 | Выход в плей-офф |
| 2   | Англия      | 2 | 0 | 2 | 0 | 0  | 0  | 0  | 2 |                  |
| 3   | Испания (Х) | 2 | 0 | 1 | 1 | 1  | 2  | −1 | 1 |                  |

| ФРГ | 0:0     | Англия |
| --- | ------- | ------ |
|     | (отчёт) |        |

| ФРГ                          | 2:1     | Испания    |
| ---------------------------- | ------- | ---------- |
| - Литтбарски 50′ - Фишер 75′ | (отчёт) | Самора 82′ |

| Испания | 0:0     | Англия |
| ------- | ------- | ------ |
|         | (отчёт) |        |

### Группа C
| Поз | Команда   | И | В | Н | П | МЗ | МП | РМ | О | Квалификация     |
| --- | --------- | - | - | - | - | -- | -- | -- | - | ---------------- |
| 1   | Италия    | 2 | 2 | 0 | 0 | 5  | 3  | +2 | 4 | Выход в плей-офф |
| 2   | Бразилия  | 2 | 1 | 0 | 1 | 5  | 4  | +1 | 2 |                  |
| 3   | Аргентина | 2 | 0 | 0 | 2 | 2  | 5  | −3 | 0 |                  |

| Италия                       | 2:1     | Аргентина      |
| ---------------------------- | ------- | -------------- |
| - Тарделли 57′ - Кабрини 67′ | (отчёт) | Пассарелла 83′ |

| Аргентина | 1:3     | Бразилия                               |
| --------- | ------- | -------------------------------------- |
| Диас 89′  | (отчёт) | - Зико 11′ - Сержиньо 66′ - Жуниор 75′ |

| Италия           | 3:2     | Бразилия                     |
| ---------------- | ------- | ---------------------------- |
| Росси 5′ 25′ 74′ | (отчёт) | - Сократес 12′ - Фалькао 68′ |

### Группа D
| Поз | Команда           | И | В | Н | П | МЗ | МП | РМ | О | Квалификация     |
| --- | ----------------- | - | - | - | - | -- | -- | -- | - | ---------------- |
| 1   | Франция           | 2 | 2 | 0 | 0 | 5  | 1  | +4 | 4 | Выход в плей-офф |
| 2   | Австрия           | 2 | 0 | 1 | 1 | 2  | 3  | −1 | 1 |                  |
| 3   | Северная Ирландия | 2 | 0 | 1 | 1 | 3  | 6  | −3 | 1 |                  |

| Австрия | 0:1     | Франция     |
| ------- | ------- | ----------- |
|         | (отчёт) | Женгини 39′ |

| Австрия                        | 2:2     | Северная Ирландия |
| ------------------------------ | ------- | ----------------- |
| - Пеццай 50′ - Хинтермайер 68′ | (отчёт) | Хэмилтон 27′ 75′  |

| Франция                          | 4:1     | Северная Ирландия |
| -------------------------------- | ------- | ----------------- |
| - Жиресс 33′ 80′ - Рошто 46′ 68′ | (отчёт) | Армстронг 75′     |

## Плей-офф

### Сетка турнира
|  | Полуфинал          | Полуфинал |                   |       | Финал | Финал |
|  |                    |           |                   |       |       |       |
|  | 8 июля — Барселона |           |                   |       |       |       |
|  |                    |           |                   |       |       |       |
|  | Польша             | 0         |                   |       |       |       |
|  | Польша             | 0         | 11 июля — Мадрид  |       |       |       |
|  | Италия             | 2         |                   |       |       |       |
|  | Италия             | 2         | Италия            | 3     |       |       |
|  | 8 июля — Севилья   |           | Италия            | 3     |       |       |
|  |                    | ФРГ       | 1                 |       |       |       |
|  | ФРГ (пен.)         | ФРГ       | 1                 | 3 (5) |       |       |
|  | ФРГ (пен.)         |           |                   | 3 (5) |       |       |
|  | Франция            | 3 (4)     |                   |       |       |       |
|  | Франция            | 3 (4)     | Матч за 3-е место |       |       |       |
|  |                    |           |                   |       |       |       |
|  | 10 июля — Аликанте |           |                   |       |       |       |
|  |                    |           |                   |       |       |       |
|  | Польша             | 3         |                   |       |       |       |
|  | Польша             | 3         |                   |       |       |       |
|  | Франция            | 2         |                   |       |       |       |

### Полуфиналы
| Польша | 0:2     | Италия        |
| ------ | ------- | ------------- |
|        | (отчёт) | Росси 22′ 73′ |

| ФРГ                                                             | 3:3 (доп. вр.) | Франция                                             |
| --------------------------------------------------------------- | -------------- | --------------------------------------------------- |
| - Литтбарски 17′ - Румменигге 102′ - Фишер 108′                 | (отчёт)        | - Платини 26′ (пен.) - Трезор 92′ - Жиресс 98′      |
| Пенальти                                                        |                |                                                     |
| - Кальц - Брайтнер - Штилике - Литтбарски - Румменигге - Хрубеш | 5:4            | - Жиресс - Аморос - Рошто - Сикс - Платини - Боссис |

### Матч за третье место
| Польша                                     | 3:2     | Франция                   |
| ------------------------------------------ | ------- | ------------------------- |
| - Шармах 40′ - Маевский 44′ - Купцевич 46′ | (отчёт) | - Жирар 13′ - Курьоль 72′ |

### Финал
| Италия                                      | 3:1     | ФРГ          |
| ------------------------------------------- | ------- | ------------ |
| - Росси 57′ - Тарделли 69′ - Альтобелли 81′ | (отчёт) | Брайтнер 83′ |

| Чемпион мира по футболу 1982 |
| Италия Третий титул          |

## Бомбардиры
6 голов
- Паоло Росси

5 голов
- Карл-Хайнц Румменигге

4 гола
| - Зико | - Збигнев Бонек |  |

3 гола
| - Фалькао | - Ласло Кишш - Джерри Армстронг | - Ален Жиресс |  |

2 гола
- Салах Ассад
- Вальтер Шахнер
- Брайан Робсон
- Тревор Фрэнсис
- Даниэль Бертони
- Диего Марадона
- Даниэль Пассарелла (1 пен.)
- Эдер
- Сержиньо
- Сократес
- Тибор Ньилаши
- Габор Пёлёшкеи
- Ласло Фазекаш
- Марко Тарделли
- Билли Хэмилтон
- Бернар Женгини
- Мишель Платини (1 пен.)
- Доминик Рошто
- Дидье Сикс
- Пьер Литтбарски
- Клаус Фишер
- Антонин Паненка (2 пен.)
- Джон Уорк

1 гол
- Ханс Кранкль
- Бруно Пеццай
- Райнольд Хинтермайер
- Лахдар Беллуми
- Тедж Бенсаула
- Рабах Маджер
- Пол Маринер
- Освальдо Ардилес
- Рамон Диас
- Эрвин Ванденберг
- Людо Кук
- Алекс Чернятински
- Жуниор
- Жозе Оскар Бернарди
- Йожеф Варга
- Лазар Сентеш
- Йожеф Тот
- Эдуардо Лайнг[исп.]
- Эктор Селайя
- Хуан Гомес Гонсалес (пен.)
- Энрике Саура
- Хесус Мария Самора
- Роберто Лопес Уфарте (пен.)
- Алессандро Альтобелли
- Франческо Грациани
- Антонио Кабрини
- Бруно Конти
- Грегуар Мбида[фр.]
- Абдуллах аль-Булуши
- Фейсал ад-Дахиль
- Стив Вуддин[англ.]
- Стив Самнер
- Рубен Торибио Диас
- Гильермо Ла Роса[исп.]
- Анджей Бунцоль
- Януш Купцевич
- Гжегож Лято
- Стефан Маевский
- Влодзимеж Смолярек
- Влодзимеж Циолек
- Анджей Шармах
- Луис Рамирес[исп.]
- Сергей Балтача
- Андрей Баль
- Олег Блохин
- Юрий Гаврилов
- Хорен Оганесян
- Александр Чивадзе
- Рамаз Шенгелия
- Максим Боссис
- Рене Жирар
- Ален Курьоль
- Жерар Солер
- Мариус Трезор
- Пауль Брайтнер
- Уве Райндерс
- Хорст Хрубеш
- Хуан Карлос Летельер[исп.]
- Густаво Москосо[исп.]
- Мигель Анхель Нейра[исп.] (пен.)
- Стив Арчибальд
- Кенни Далглиш
- Джо Джордан
- Дэвид Нейри
- Джон Робертсон
- Грэм Сунесс
- Иван Гудель
- Владимир Петрович (пен.)

Автогол
- Йозеф Бармош (в матче с Англией)

## Рекордсмены матчей финальных турниров
1.Уве Зеелер — 21 матч.
2-3. Гжегож Лято — 20 матчей. 
2-3.Владислав Жмуда — 20 матчей.
4-5. Вольфганг Оверат — 19 матчей.
4-5. Берти Фогтс — 19 матчей.
6-8. Франц Беккенбауэр — 18 матчей.
6-8. Зепп Майер — 18 матчей.
6-8. Марио Кемпес — 18 матчей.
9-10. Карл-Хайнц Шнеллингер — 17 матчей.
9-10. Дино Зофф — 17 матчей.